# Organizacja wojenna batalionu czołgów lekkich R-35
Organizacja wojenna batalionu czołgów lekkich R-35 – organizacja wojenna batalionu pancernego Wojska Polskiego II RP wyposażonego w czołgi Renault R-35.
We wrześniu 1939, w trakcie kampanii wrześniowej sformowano jeden batalion wyposażony w czołgi R-35 – 21 Batalion Czołgów Lekkich.
Organizacja batalionu:

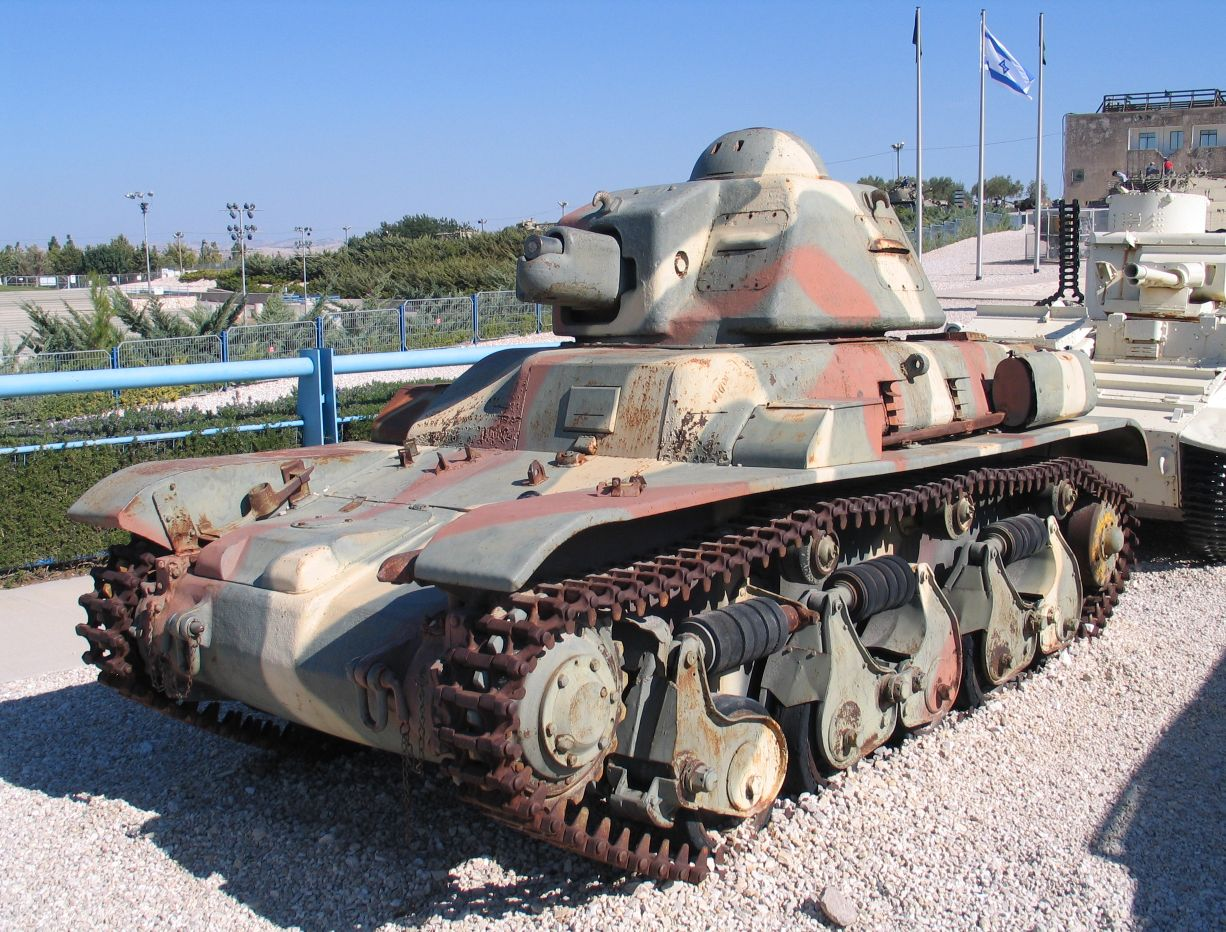
Renault-R-35 -czołg podstawowy batalionu

- poczet dowódcy batalionu z gońcami motocyklowymi
- pluton specjalny:
  - drużyna regulacji ruchu
  - drużyna pionierów
- pluton łączności
  - drużyna radiotelegraficzna
  - patrol telefoniczny
  - patrol łączności z lotnictwem
- pluton obrony przeciwlotniczej
- patrol sanitarny
- służby kwatermistrzowskie

Razem w dowództwie:
4 oficerów, 33 podoficerów, 63 szeregowców
3 samochody osobowe, samochód z radiostacją N.2, 4 samochody telefoniczne z przyczepami, 4 samochody półciężarowe, sanitarka, 12 motocykli, kuchnia polowa
- 3 x kompanie czołgów (13 czołgów)
  - poczet dowódcy
  - 4 x plutony czołgów
  - drużyna techniczno-gospodarcza.

Razem w kompanii
5 oficerów, 18 podoficerów, 34 szeregowców;
13 czołgów, samochód osobowo- terenowy, 4 samochody ciężarowe, 3 przyczepki na paliwo, 5 motocykli, kuchnia polowa.

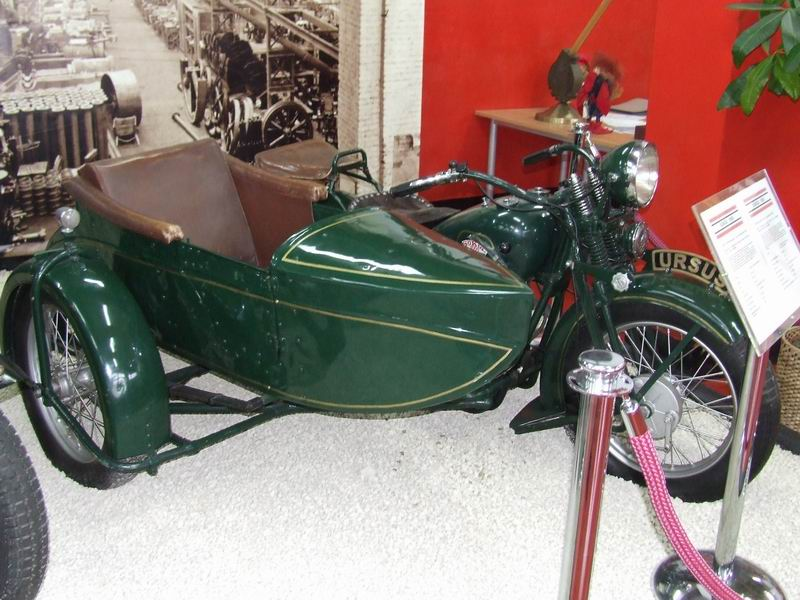
Sokół

- kompania techniczno-gospodarcza (z 6 czołgami zapasowymi)
  - pluton techniczny
  - pluton gospodarczy
  - tabor
  - załogi zapasowe

Razem w kompanii :
3 oficerów, 59 podoficerów, 61 szeregowców
6 czołgów zapasowych, samochód osobowy, samochód-warsztat, 29 samochodów ciężarowych, 4 ciągniki, 2 motocykle, 3 przyczepy ewakuacyjne, przyczepa pod dźwig, 12 przyczep na paliwo, kuchnia polowa
Ogółem w batalionie:
- 22 oficerów, 146 podoficerów i 229 strzelców
- 45 czołgów,
- 69 samochodów i ciągników
- 29 motocykli